# Oul uriaș din Suceava

Oul tradițional de Paște din Suceava

Oul uriaș din Suceava (cunoscut și ca Oul tradițional de Paște) este un monument din fibră de sticlă în formă de ou, dezvelit în anul 2009 în municipiul Suceava. El a fost amplasat inițial în Piața 22 Decembrie din centrul orașului, dar a fost mutat în martie 2010 pe platoul Cetății de Scaun a Sucevei.

## Istoric
Cu prilejul apropierii sărbătorilor de Paște și a lansării programului turistic „Paște în Bucovina”, Primăria Municipiului Suceava a avut inițiativa realizării unui ou tradițional care să devină cel mai mare ou de acest fel din lume. Oul gigant a fost realizat de către o firmă din Buzău și decorat cu desene realizate pe autocolant de către tipografia suceveană „Celestin”, costul realizării acestuia fiind de 10.000 de euro.
La 10 aprilie 2009, un transport agabaritic a adus oul gigant de la Buzău la Suceava, fiind amplasat la ora 12.00 în Piața 22 Decembrie din centrul orașului, lângă fântâna arteziană.
În prima zi de Paște, 19 aprilie 2009, un sobor de preoți în frunte cu arhiepiscopul Pimen Zainea al Sucevei și Rădăuților a celebrat o slujbă de sfințire a oului încondeiat de dimensiuni uriașe amplasat în centrul Sucevei. La slujba de sfințire a oului au participat sute de persoane, printre care primarul Ion Lungu și președintele Consiliului Județean, Gheorghe Flutur.
Cu acest prilej, primarul Ion Lungu a spus că oul reprezintă un simbol al Bucovinei și a explicat semnificația culorilor cu care este ornat: roșu – sângele lui Iisus Hristos, negru – eternitatea, galben – lumina.
În noaptea de 2/3 martie 2010, Oul uriaș a fost ridicat cu macarale, amplasat în poziție orizontală pe un trailer și mutat pe platoul Cetății de Scaun a Sucevei, în apropiere de intrarea în Muzeului Satului Bucovinean. Ulterior a fost mutat în spatele parcării de pe platou. Exista în proiect amplasarea acestuia în zona patinoarului artificial din Areni, în fața clădirii Centrului de Tradiții Bucovinene, a cărei construcție a fost terminată în anul 2012.

## Descriere
Oul tradițional de Paște are o înălțime de 7,25 metri, un diametru de 4,60 metri și o greutate de 1.800 de kilograme, fiind cel mai mare ou tradițional de Paște din lume. Oul a fost amplasat pe un soclu din lemn pe care a fost montat un afiș cu textul „Cel mai mare ou tradițional de Paște din lume”.
Oul gigant este realizat din fibră de sticlă, acoperit cu 130 de metri pătrați de folie autocolantă cu modele tradiționale bucovinene și purtând semnul crucii.

## Imagini

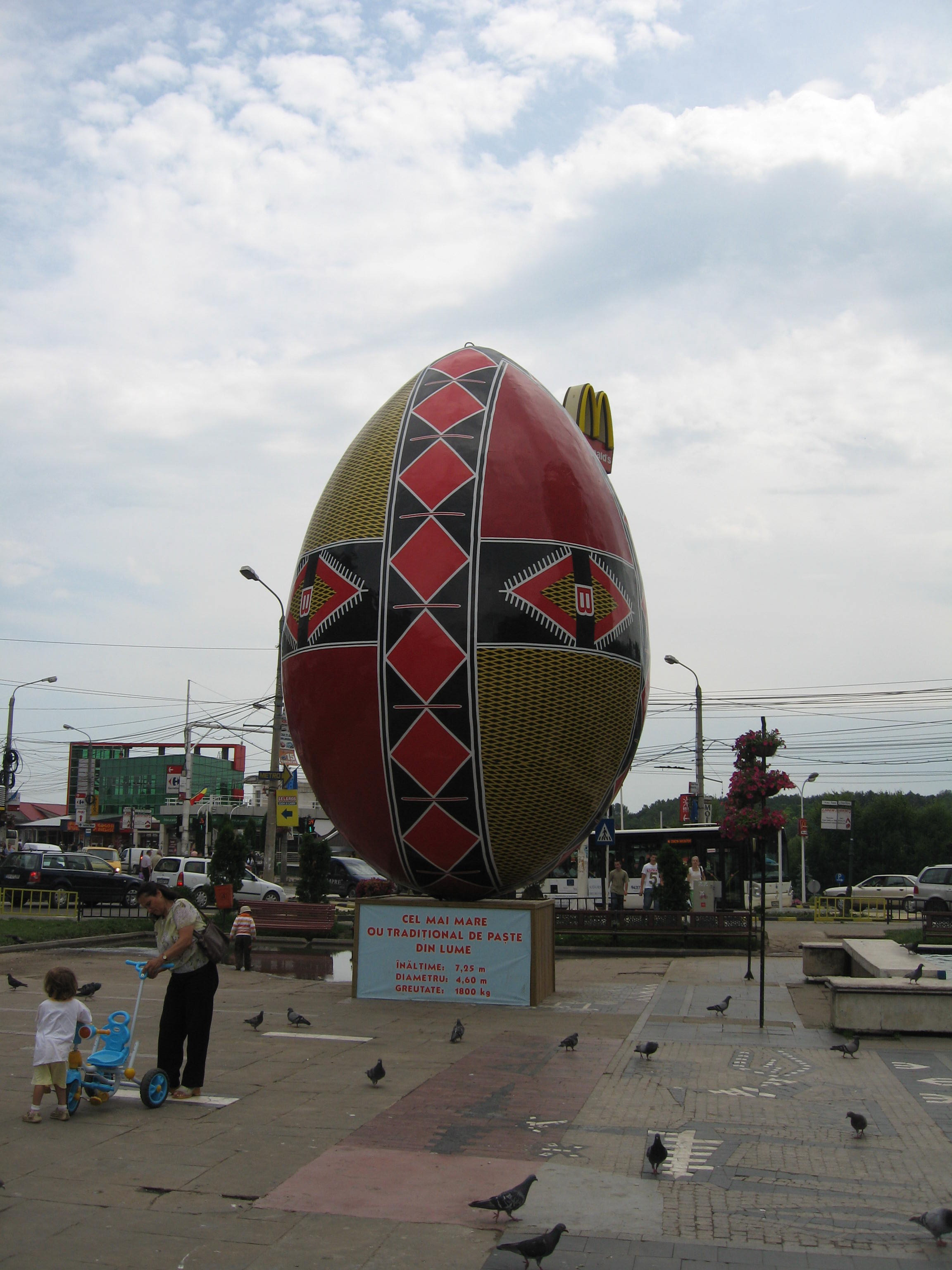
Oul uriaș
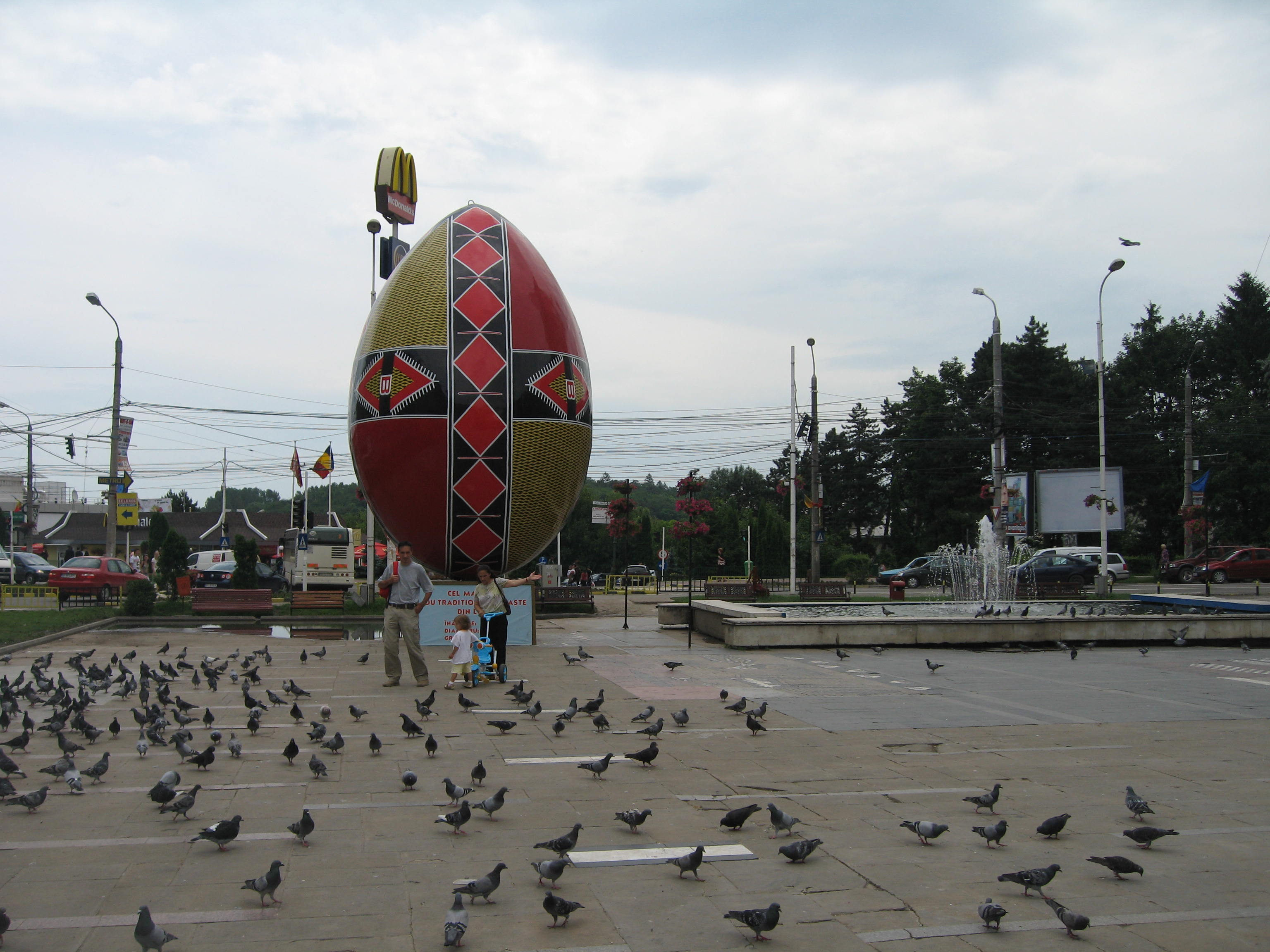
Oul uriaș și Piața 22 Decembrie
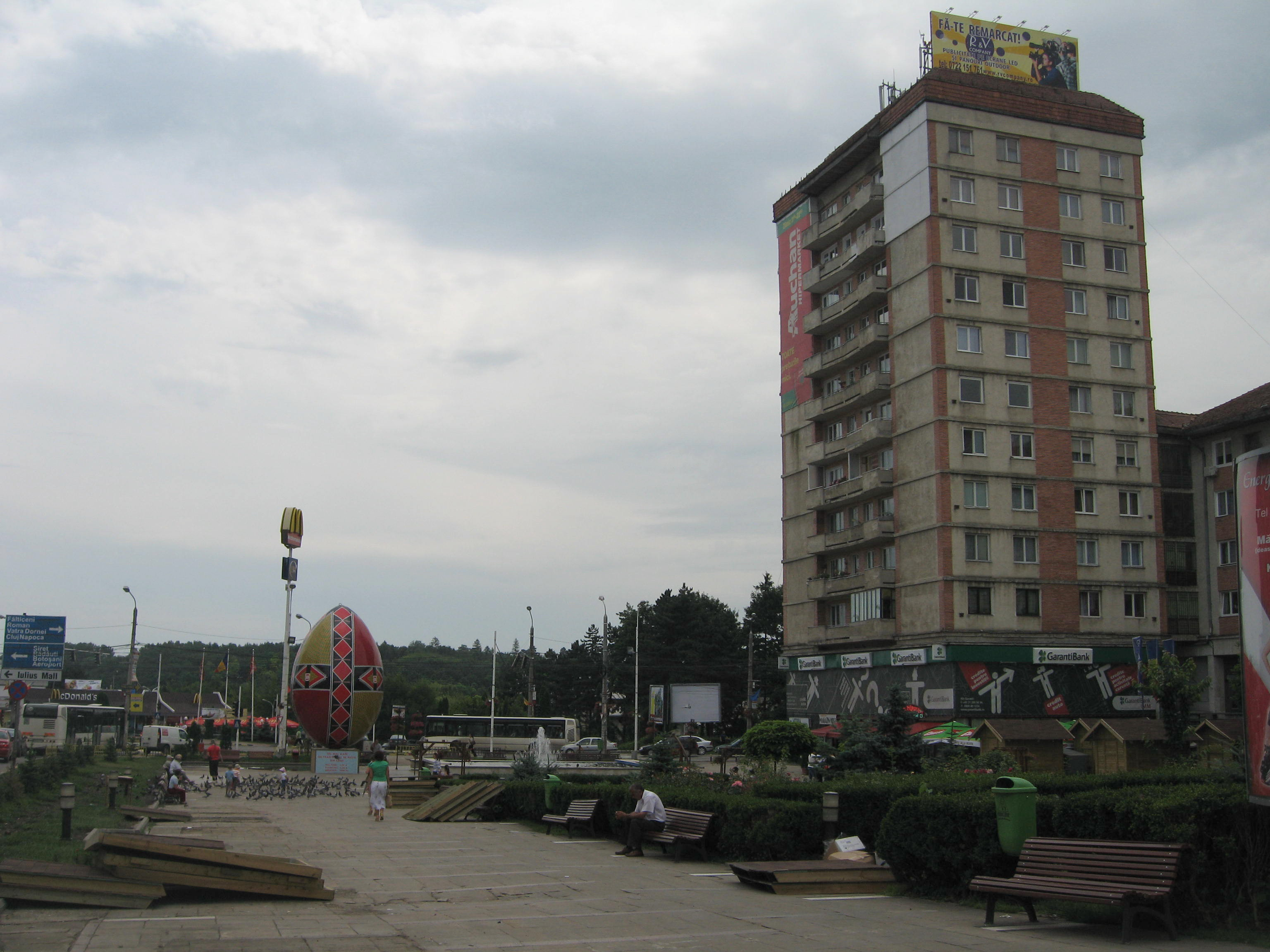
Oul uriaș și Piața 22 Decembrie

## Vezi și
- Listă de monumente din Suceava